# Da Vincis mechanische Löwen
Da Vincis mechanische Löwen waren mechanische, knapp überlebensgroße Figuren mit Aufziehmechanik in Gestalt von Löwen, die zwischen den Jahren 1509 und 1517 von dem italienischen Maler und Erfinder Leonardo da Vinci erdacht und konstruiert wurden. Zwei der Figuren machte er den französischen Königen Ludwig XII. und Franz I. zum Geschenk, ein dritter Löwe wurde der Familie der Medici überreicht. Am bekanntesten ist der Automata Leone getaufte Löwe von Lyon. Da Vincis technische Zeichnungen und Notizen zu den mechanischen Löwen sind im 1. Band des Codex Madrid erhalten. Zeitgenössische Abbildungen der Figuren existieren nicht.

## Geschichte

### Mailänder Löwe
Ein ungewöhnliches Dokument aus dem Jahr 1777 mit der Bezeichnung Fondo Principale II.IV. 171 wurde 2005 in der Biblioteca Nazionale Centrale di Firenze wiederentdeckt und von Jill Burke im Oxford Art Journal 2006 veröffentlicht. Aus dem historischen, städtischen Bericht der Bibliothek geht hervor, dass Leonardo da Vinci bereits im Jahr 1506 eine Löwenfigur mit ausgefeilter Aufziehmechanik für den französischen König Ludwig XII. geschaffen hatte. Dieser Löwe war in ruhender Haltung über dem Stadttor von Mailand platziert. Als der König am 1. Juli 1506 anlässlich eines Triumphzuges hindurchschritt, richtete sich die Figur auf, um eine sitzende Haltung einzunehmen. Dann öffnete sich die Brust und blaue Kugeln, gefüllt mit goldenen Lilienblüten, purzelten heraus. Der König soll begeistert gewesen sein und ließ sogleich nach ihrem Erfinder fragen. Dass sich Leonardo da Vinci als Erschaffer entpuppte, überraschte den König hingegen nicht: Ludwig XII. hatte da Vinci wenige Wochen zuvor dazu aufgerufen, in Mailand auf die Majestät zu warten, anstatt ihr nach Frankreich zu folgen. Mit dem Aufzieh-Löwen wollte da Vinci wohl dem König im Namen von ganz Mailand für die Befreiungsschlacht von Agnadello bei Venedig danken.

### Löwe von Lyon
Den Automata Leone konstruierte da Vinci im Jahr 1515, er fertigte die Figur im Auftrag von Papst Leo X. an. Grund für den Auftrag war, dass die Florentiner Frankreich für die zugesagte Unterstützung in der Schlacht bei Marignano danken wollten. Auch für die Friedensverträge mit Frankreich waren Florenz und Mailand sehr dankbar. Deshalb hatte Leo X. geplant, die Löwenfigur dem französischen König zum Geschenk zu machen. Ein interessanter Umstand war bereits, dass der Papst selbst „Leo“ (zu dt. „Löwe“) hieß. Die moderne Forschungsliteratur stellt einen Zusammenhang zwischen dem Namen des Papstes und der Gestaltgebung als Löwen her, wofür es aber keine direkten, zeitgenössischen Belege gibt. Eigentlich hatte Da Vinci den Automata Leone bereits König Ludwig XII. überreichen wollen, doch der war mehr oder weniger überraschend im Januar des Jahres 1515 gestorben.
Also wurde der Löwe dem frisch gekrönten König Franz I. am 12. Juli 1515 während des Krönungsbanketts als Freundschaftsgeschenk überreicht. Gemäß den zeitgenössischen Berichten des italienischen Kunsthistorikers Giovanni Paolo Lomazzo konnte der Löwe gehen, posieren und nicken. Gewissermaßen als Highlight hatte die Figur ein ausladendes Brustfach, in dem große, künstliche Lilienblüten versteckt waren. Die Löwenfigur konnte sich hinsetzen, sich aufrichten (also quasi „Männchen machen“) und die Brust öffnen, worauf die Lilienblüten hervorsprangen. Die spezielle Auswahl der Blüten hatte eine besondere Bewandtnis: Lilienblüten galten als Fleur-de-Lys in Frankreich als Königssymbol und spielten in der französischen Heraldik eine tragende Rolle. Papst Leos X. Name wäre eine passende Ergänzung in der Symbolik hinter dem Geschenk gewesen. Als die Figur in Lyon vorgeführt wurde, sorgte sie dort für viel Spektakel und Staunen. Sowohl Lomazzo als auch der italienische Architekt und Hofmaler der Medici, Giorgio Vasari, berichteten ausführlich von dem Ereignis. Der Löwe wurde noch zwei weitere Male vorgeführt, einmal am 30. September 1517 beim Einzug Franz’ I. in Argentan und am 12. August 1519 in Amboise, als Leonardo da Vinci dort bestattet wurde.

### Löwe von Florenz
Während der Hochzeit von Maria de’ Medici mit König Heinrich IV. am 1. Oktober 1600 in Florenz wurde ebenfalls ein mechanischer Löwe vorgeführt. Gemäß zeitgenössischen Berichten des Hofberichterstatters Michelangelo Buonarroti des Jüngeren war der Löwe ein Geschenk des Herzogs von Urbino, Lorenzo di Piero de’ Medici. Diesmal waren es die Florentiner, die sehr über die Figur staunten; die Medici-Familie soll ganz entzückt gewesen sein. Es muss allerdings offen bleiben, ob es sich um einen zweiten Automaten oder um eine verbesserte Version des Original-Löwen gehandelt hatte: Zum einen erwähnt Buonarroti einen „mechanischen Löwen von Lyon für seine Majestät Franz I.“, dem der neue Löwe „sehr ähnlich“ sei, zum anderen legen da Vincis Aufzeichnungen und Entwürfe gleichfalls nahe, dass er zumindest weitere Automata geplant und bereits sogar begonnen hatte.